# 長生 (清朝)
長生（1675年—1677年），清朝康熙帝的儿子（实际的八子，但因早殇未序齿）。生于康熙十四年（1675年）六月廿一，生母是马佳氏，当时康熙皇帝虚岁二十二。長生是胤祉的同母兄长，只活了3岁，康熙十六年（1677年）三月廿六病死。